# Ceos-Cítnos (unidade regional)
Ceos-Cítnos (em grego: Κέας-Κύθνου) é uma unidade regional da Grécia, localizada na região do Egeu Meridional. É formada pelas ilhas de Ceos, Cítnos, Makrónisos e diversas outras ilhas menores no Mar Egeu.

## Administração
Foi criada a partir da reforma governamental instituída pelo Plano Calícrates de 2011, através da divisão de parte da extinta Prefeitura das Cíclades. É subdividida em 2 municípios; são eles (numerados conforme o mapa):
- Ceos (1)
- Cítnos (2)